# Сільрада Білорусі

Адміністративний поділ Республіки Білорусь.

Сільради в Білорусі — низові адміністративно-територіальні одиниці. Сільради входять до складу районів. Сільрада може складатися як з одного населеного пункту, так і об'єднувати на своїй території декілька сільських населених пунктів. Адміністративний центр сільради розміщується, як правило, в агромістечку, а за його відсутності — в іншому населеному пункті на території сільради. У ряді випадків адміністративним центром сільської ради може бути у районних центрах -  місті або міському селищі, проте до складу сільської ради вони не входять. Органом влади на території сільради є сільська Рада депутатів (у 1977-1994 роках — сільська Рада народних депутатів).
Сільради з чисельністю населення менше 1000 скасовуються.
Вперше сільради на території Білорусі утворені 1924 року, після чого структура сільрад час від часу змінювалася. На 1 лютого 2008 року в Республіці Білорусь налічувалося 1465 сільрад. На 1 липня 2023 року налічувалося 1127 сільських рад. 